# Mort d'Armita Garavand
Armita Garavand (en persan : آرمیتا گراوند) est une jeune Iranienne d'origine kurde tombée dans le coma dans le métro de Téhéran le 1er octobre 2023.
Les circonstances de l'accident sont controversées. Selon les autorités iraniennes, elle subit une baisse de tension, s'évanouit et se cogne la tête. Mais selon des organisations de défense des droits humains, elle est brutalement interpellée par une brigade de la police des mœurs qui lui reproche de ne pas porter le voile obligatoire.
Armita meurt après 28 jours de coma, le 28 octobre 2023.

## Causes de la mort
Armita Garavand prend le métro à la station de la place Shohada, en compagnie de deux camarades, sans porter le voile obligatoire. Elle s'évanouit et tombe dans le coma.
L'ONG Hengaw accuse une patrouille de la police des mœurs d'avoir agressé la jeune fille. Mais les autorités nient cette version. L'agence de presse officielle IRNA diffuse une vidéo dans laquelle la mère de la jeune fille soutient la version officielle d'un accident dû à une baisse de tension artérielle. Les organisations de défense des droits humains mettent en doute ce témoignage, qu'ils pensent obtenu sous la contrainte.
Des images de vidéosurveillance du métro sont également diffusées. Amnesty International souligne que les images ont été éditées - l'examen du film révèle des coupes. En effet, on y voit les jeunes filles monter dans la rame puis, quelques instants plus tard, tirer Armita  inconsciente sur le quai. Mais on ne voit pas ce qui arrive à l'intérieur de la voiture. Le maire de Téhéran, Alireza Zakani, prétend que les wagons de cette rame ne sont pas équipés de caméras intérieures. Mais cette affirmation est mise en cause. Le média indépendant Radio Zamaneh cite plusieurs témoins qui rapportent une altercation entre les jeunes filles et des agents chargés de faire respecter la loi sur le hejab. Le Guardian cite lui aussi des témoins d'une violente dispute entre la jeune fille et une femme en tchador.
Armita Garavand est prise en charge à l'hôpital militaire Fajr à Téhéran. Les visites de ses proches sont restreintes et leurs téléphones contrôlés.
Les journalistes sont empêchés de l'approcher. Ainsi, Maryam Lofti est arrêtée le 2 octobre. Un syndicat d'enseignants affirme que des pressions sont exercées sur ses professeurs et camarades pour les dissuader de s'exprimer,. Les autorités craignent un soulèvement comparable à celui qu'a provoqué la mort de Mahsa Amini, juste un an plus tôt et d'origine kurde elle aussi.
Dans les jours qui suivent, des nouvelles font état d'une dégradation de son état de santé.
Armita meurt le 28 octobre après être restée 28 jours dans le coma. Elle est enterrée le lendemain au cimetière Behesht-e Zahra de Téhéran. Les funérailles ont lieu sous surveillance policière. Plusieurs personnes sont arrêtées,, dont l'avocate Nasrin Sotoudeh,. L'intellectuelle religieuse Sedigheh Vasmaghi est malmenée par des agents de sécurité qui tentent de l'arrêter,.

## Réactions
Les réactions des Iraniens sur les réseaux sociaux témoignent de leur incrédulité à l'égard de la version officielle. Les organisations de défense des droits humains établissent un lien entre la mort de la jeune fille et les lois coercitives sur le port du hijab,. Les médias indépendants n'hésitent pas à accuser la police des mœurs.
Narges Mohammadi, prix Nobel de la paix 2023, souligne les zones d'ombre qui entourent les circonstances de la mort de la jeune fille. Shirin Ebadi, prix Nobel de la paix 2003, qualifie la mort d'Armita de meurtre qui ravive le souvenir de la mort de Mahsa Amini. Le rappeur Toomaj compare lui aussi la mort d'Armita Gravand et celle de Mahsa Amini. Le chanteur Hichkas qualifie lui aussi le décès de la jeune fille de meurtre, ainsi que le militant Hossein Ronaghi. L'actrice Taraneh Alidousti, qui vient de se voir interdire de tourner de nouveaux films parce qu'elle refuse de porter le voile, réaffirme sa volonté de ne pas porter ce vêtement pour lequel des femmes sont mortes. Le député allemand Norbert Röttgen observe qu'« un régime qui ne peut se maintenir que par la violence n'a pas d'avenir ».
Après avoir exprimé leur sympathie pour les proches d'Armita Garavand, plusieurs artistes, dont l'actrice Hanieh Tavassoli, reçoivent une convocation au tribunal, accusés de diffusion de fausses informations,.